# Will Johnson
Will Johnson, född 23 mars 1971 i Kennett i Missouri, är en amerikansk musiker, mest känd som frontman i det Texasbaserade indierockbandet Centro-Matic. 2010 gick han med i gruppen Monsters of Folk. Han har även samarbetat med musikern Jason Molina.

## Fotnoter
1. 1 2  Tjeckiska nationalbibliotekets databas, NKC-ID: xx0167208, läst: 15 december 2022.[källa från Wikidata]